# Antonio de Zamora
Antonio de Zamora (ur. 1 listopada 1660 w Madrycie, zm. 7 grudnia 1727 w Ocañi) – hiszpański dramatopisarz, autor sztuk Zwodziciel z Sewilli i kamienny gość (na podstawie dramatu Tirso de Molina) i Zauroczony.